# .lv
A .lv Lettország internetes legfelső szintű tartomány kódja, melyet 1993-ban hoztak létre.

## Második szintű tartománykódok
- com.lv – kereskedelmi szervezeteknek.
- edu.lv – oktatási intézményeknek.
- gov.lv – kormányzatnak.
- org.lv – nonprofit szervezeteknek.
- mil.lv – katonaságnak.
- id.lv – személyeknek.
- net.lv – internet fenntartóknak.
- asn.lv – társaságoknak.
- conf.lv – olyan konferenciáknak és kiállításoknak, melyek rövid ideig vannak az interneten.